# أميليا أوبي
كانت أميليا أوبي (منذ 12 نوفمبر 1769 حتى 2 ديسمبر 1853) مؤلفة إنجليزية نشرت العديد من الروايات في الفترة الرومانسية حتى عام 1828. كانت أوبي سيدة مثقفة من أنصار حزب الأحرار البريطاني، وكانت أيضًا من أبرز المدافعين عن إلغاء عقوبة الإعدام في نورويتش. كان اسمها الأول من بين 187 ألف اسم قُدّم إلى البرلمان البريطاني كالتماس من النساء لوقف العبودية.

## حياتها المبكرة
ولدت أميليا ألدرسون في 12 نوفمبر 1769. وهي الطفلة الوحيدة، وابنة الطبيب جيمس ألدرسون وأميليا بريجز من نورويتش. ربّتها والدتها على أساس احترام ورعاية أولئك الذين ينتمون إلى خلفيات أقل حظًا. بعد وفاة والدتها في 31 ديسمبر 1784، أصبحت مدبرة منزل والدها ومضيفته، وبقيت قريبة جدًا منه حتى وفاته عام 1807.
وفقًا لكاتب سيرتها الذاتية، كانت أوبي «مفعمة بالحيوية، وجذابة، ومهتمة بالملابس الفاخرة، ومتعلمة، وكان لديها العديد من المعجبين». كانت قادرة على التحدث بالفرنسية، بعد أن تعلمتها من جون بروكنر. كانت ابنة عم القاضي السير إدوارد هول ألدرسون، الذي تراسلت معه طوال حياتها، وكانت أيضًا ابنة عم الفنان هنري بيرونيت بريجز. ورثت أميليا ألدرسون مبادئ جذرية وكانت من أشد المعجبين بجون هورن توك، وكانت قريبة أيضًا من الناشطين جون فيليب كيمبل، وسارة سيدونز، ووليام جودوين، وماري ولستونكرافت. جنبًا إلى جنب مع ولستونكرافت، كانت على اتصال بجمعية الجوارب الزرقاء.

## حياتها الشخصية
في 8 مايو 1798 تزوجت من الفنان جون أوبي في كنيسة سانت مارليبون، وستمنستر، لندن. التقت بأوبي في الحفلات والصالونات في لندن وفي نورفولك بما في ذلك قاعة هولكام حيث جاء لتنفيذ بعض العمولات لتوماس كوك. سكنوا في 8 شارع بيرنرز، لندن حيث انتقل أوبي في عام 1791. أمضى الزوجان تسع سنوات في زواج سعيد، على الرغم من أن زوجها لم يشاركها حبها للمجتمع، حتى وفاته عام 1807. قسمت وقتها بعد ذلك بين لندن ونورويتش. كانت صديقة للكُتّاب والتر سكوت وريتشارد برينسلي شيريدان وجيرمين دي ستايل. يتجلى اهتمام أوبي برفاهية الكُتّاب في رسالة مؤرخة في 12 ديسمبر 1800 ترغب فيها في السماع من سوزانا تايلور عن قصة وفاة السيدة سارة مارتينو التي التقت بها أوبي من خلال صديقتهما المشتركة آنا لاتيتيا باربولد.
حتى في وقت متأخر من حياتها، حافظت أوبي على اهتمامها وعلاقاتها مع الكُتّاب، فمثلًا استقبلت جورج بورو كضيف. بعد زيارة منتجع كرومر الساحلي على ساحل شمال نورفولك، أصيبت بالقشعريرة وتقاعدت في بيتها. وبعد مرور عام، في 2 ديسمبر 1853، توفيت في نورويتش وقيل إنها احتفظت بحيويتها حتى النهاية. دُفنت في مقبرة جيلدنكروفت كويكر، نورويتش.
نُشرت سيرة ذاتية عن أوبي، بعنوان «حياة»، بقلم سيسيليا لوسي برايتويل في عام 1854.
نسخ هنري بون، وهو صديق زوجها بورتريه مصغر عن إحدى اللوحات التي رسمها لها زوجها في عام 1798 أو بعده. حُفظت نسخة بون في معرض الصور الوطني في لندن.

## أعمالها

### روايات وقصص
- مخاطر الغنج (نُشرت بشكل مجهول)، 1790
- الأب والابنة، 1801
- أديلين موبراي، 1804
- حكايات بسيطة، 1806
- حِدّة، أو مشاهد محلية، 1812
- الفصل الأول من الحوادث، 1813
- حكايات من الحياة الحقيقية، 1813
- عشية عيد الحب، 1816
- حكايات جديدة، 1818
- حكايات القلب، 1820
- الطفل الوحيد، أو، بورتيا بيليندون (نُشرت بشكل مجهول)، 1821
- مادلين، حكاية، 1822
- الرسوم التوضيحية للكذب، 1824
- حكايات عائلة بيمبرتون للأطفال، 1825
- الرحلة الأخيرة، 1828
- عرض الانتقاص، 1828
- حكايات متنوعة (12 مجلدًا)، 1845-1847

### السير الذاتية
- مذكرات جون أوبي، 1809
- رسم تخطيطي للسيدة روبرتس، 1814
- شِعر
- خادمة كورنثوس، 1801
- مرثاة لذكرى دوق بيدفورد، 1802
- قصائد، 1802
- خطوط إلى الجنرال كوسيوسكو، 1803
- أغنية لستيلا، 1803
- عودة المحارب وقصائد أخرى، 1808
- رثاء الرجل الأسود، 1826
- يستلقي للموتى، 1834

### منوعات
- ذكريات الأيام في هولندا، 1840
- ذكريات زيارة إلى باريس عام 1802، 1831-1832
- وردة الشتاء الجميلة، أغنية من كلمات أوبي وموسيقى لجين بيانكي مخصصة للفيكونتيس هامبدن.